# Burgerlijk recht
Burgerlijk recht, ook civiel recht of in Nederland privaatrecht, is het geheel van de regels voor de onderlinge verhoudingen tussen personen, in het bijzonder het personen- en familierecht en vermogensrecht. Het burgerlijk recht alsmede het arbeidsrecht, het handels- en vennootschapsrecht en het civiele aansprakelijkheidsrecht vormen samen het materieel privaatrecht. De procedurele kant heet het formele privaatrecht: de civiele rechtspleging (burgerlijk procesrecht). Voordat een geschil aan de rechter wordt voorgelegd, wordt vaak eerst geprobeerd tot een oplossing te komen via mediation, waarbij een onafhankelijke partij bemiddelt. Als dit niet slaagt, kan de eiser (de partij die de zaak start) een rechtszaak beginnen tegen de gedaagde door middel van een dagvaarding. Voor spoedeisende zaken bestaat er ook een versnelde procedure, het kort geding.
Omdat in het privaatrecht burgers tegenover elkaar staan, is hier een belangrijkere rol toebedeeld aan de rechter in vergelijking met het publiekrecht – met onder andere het strafrecht, bestuursrecht en belastingrecht – waar de overheid tegenover de burger staat en de rechter meer gebonden is door democratische vastgestelde wetten. De wet verplicht de rechter desgevraagd altijd een uitspraak te doen in een civiel geschil, ook als een duidelijke wettelijke regel ontbreekt.

## Nederland
Het Nederlandse civiel recht is voor een belangrijk deel vastgelegd in het Nederlandse Burgerlijk Wetboek.
Het Nederlandse burgerlijk recht stamt af van de Code Civil uit de tijd van Napoleon. In eerste instantie was het Nederlandse burgerlijk wetboek niet meer dan een vertaling van dit Franse wetboek. In de tweede helft van de 20e eeuw werd begonnen met het herschrijven van het wetboek, onder leiding van de in 1954 overleden Leidse hoogleraar Eduard Meijers. In 1992 werd dit Nieuw Burgerlijk Wetboek grotendeels in gebruik genomen. De gedachte achter dit NBW was niet primair om de inhoud van het recht te veranderen, maar om dit op een overzichtelijker manier vast te leggen, ter bevordering van onder andere de rechtszekerheid.

## België
Burgerlijk recht in enge zin is in België een onderdeel van het privaatrecht. België kende tot 2018 een afzonderlijk handelsrecht, dat uit het burgerlijk recht gelicht was. Naast het Burgerlijk Wetboek was er voor een welomschreven categorie van handelaars een afzonderlijk Wetboek van koophandel. Over het algemeen was de bewijsvoering onder handelaars soepeler en gemakkelijker (artikel 25 van het inmiddels afgeschafte Wetboek van Koophandel). Er zijn afzonderlijke ondernemingsrechtbanken (vroegere benaming: rechtbank van koophandel). Alle vennootschappen, zoals beschreven in het Wetboek van vennootschappen, hadden ofwel een handelsactiviteit, ofwel een burgerlijke activiteit. Zeer vereenvoudigd kwam het erop neer dat industrie (de secundaire sector) en handel (de tertiaire sector) onder het handelsrecht vielen, terwijl landbouw, mijnbouw en visserij (de primaire sector) alsook de vrije beroepen onder het burgerlijk recht vielen. Vanaf 23 maart 2019 bestaat het Wetboek van vennootschappen en verenigingen.
Het is in burgerlijke procedures gebruikelijk vooraf conclusies neer te leggen.